# Frederic Cristià de Danneskiold-Samsoe
Frederic Cristià de Danneskiold-Samsoe (en danès Frederik Christian Danneskiold-Samsøe) va néixer a Copenhaguen (Dinamarca) el 5 de juny de 1722 i va morir també a la capital danesa el 26 de març de 1778. Era fill del comte Cristià de Danneskiold-Samsoe (1702-1728) i de Conradina Cristina de Friis (1699-1723).
Frederic Cristià es va dedicar a la vida militar: el 1740 era capità d'un regimen de cavalleria a Jutlàndia, tinent coronel el 1749 i general el 1752.

## Matrimoni i fills
L'any 1749 es va casar amb Nicoline Rosenkrantz (1721-1771). En morir la seva dona tornà a casar-se el 18 de juny de 1773 a Gisselfeld amb Sofia Frederica de Kleist (1747-1814) filla d'Adam de Kleist (1706-1778) i de Sofia Rosenkrantz (1724-1770). D'aquest segon matrimoni en nasqué:
- Cristià Conrad (1774-1823), casat amb Joana Enriqueta Kaas (1776-1843).